# Kiraoli
Kiraoli är en ort i Indien.   Den ligger i distriktet Agra och delstaten Uttar Pradesh, i den centrala delen av landet, 180 km söder om huvudstaden New Delhi. Kiraoli ligger 177 meter över havet och antalet invånare är 21 024.
Terrängen runt Kiraoli är mycket platt. Runt Kiraoli är det tätbefolkat, med 613 invånare per kvadratkilometer. Närmaste större samhälle är Fatehpur Sikri, 13,3 km väster om Kiraoli. Trakten runt Kiraoli består till största delen av jordbruksmark.